# Libellula
Libellula (Linnaeus, 1758) è un genere di insetti appartenente all'ordine degli Odonati. Il nome Libellula deriva dal latino libra, ovvero bilancia, così detta perché nel volo tiene le ali orizzontali.

## Descrizione

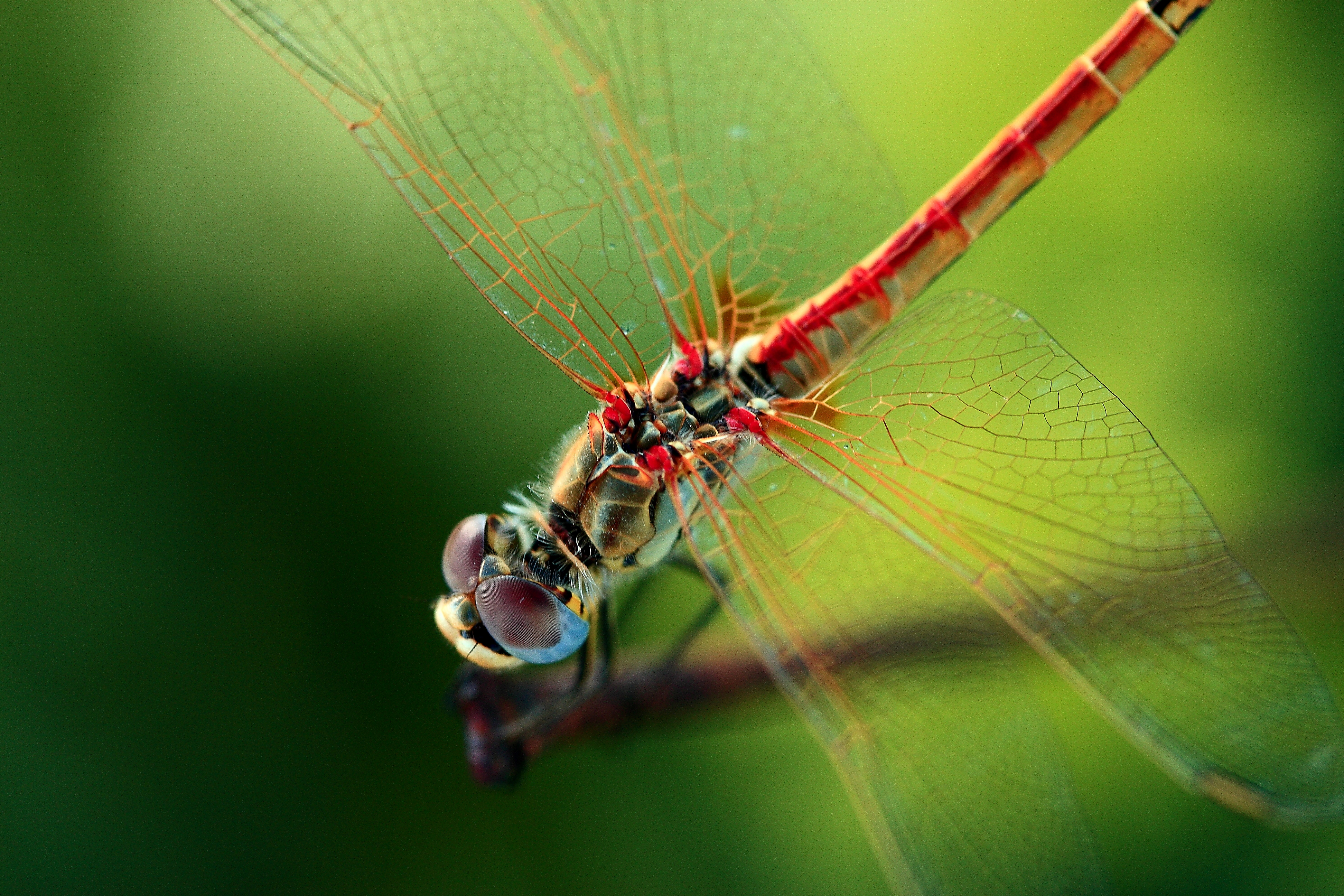
Una libellula si specchia sull'acqua

Le libellule hanno un capo molto voluminoso, gli occhi composti da circa 50.000 ommatidi e antenne relativamente brevi; le due paia di ali, quasi uguali, sono allungate e membranose, e qualche volta a colori vivaci, e consentono un volo rapido e sicuro. L'addome è relativamente lungo e sottile, composto da undici segmenti. Le zampe sono sei e sono inserite anteriormente sul corpo e vengono usate raramente per camminare. Con le loro ali possono arrivare a una velocità di 50 km orari.
Hanno un apparato boccale masticatore molto caratteristico: il labbro inferiore termina con delle piccole pinze con cui la libellula afferra la preda. Si nutrono di insetti che afferrano e divorano in volo; hanno quindi un volo silenzioso oltre che veloce, che fa di loro temibili predatori sia in aria che in acqua.

## Biologia
La riproduzione delle libellule avviene in ambiente acquatico. Esse sono ovipare e dopo avere deposto le uova dalla forma allungata le lasciano semplicemente cadere nell'acqua oppure le fissano ai fusti di piante acquatiche.
Come tutti gli odonati, le libellule vanno incontro a metamorfosi incompleta. In tutte le specie, dalle uova escono le neanidi che maturano nell'acqua, nutrendosi di diverse forme di vita acquatica; quelle di alcune delle specie più grosse possono addirittura attaccare piccoli pesci. Le neanidi delle libellule hanno una mandibola speciale, estensibile e chiamata "maschera", con la quale colpiscono la preda. La lunghezza del periodo ninfale varia, a seconda della specie, da uno a tre o più anni, durante i quali l'animale va incontro alla muta almeno dieci volte. Quando le ninfe sono completamente mature lasciano l'ambiente acquatico e vanno incontro a metamorfosi, trasformandosi nella forma adulta.

## Galleria d'immagini

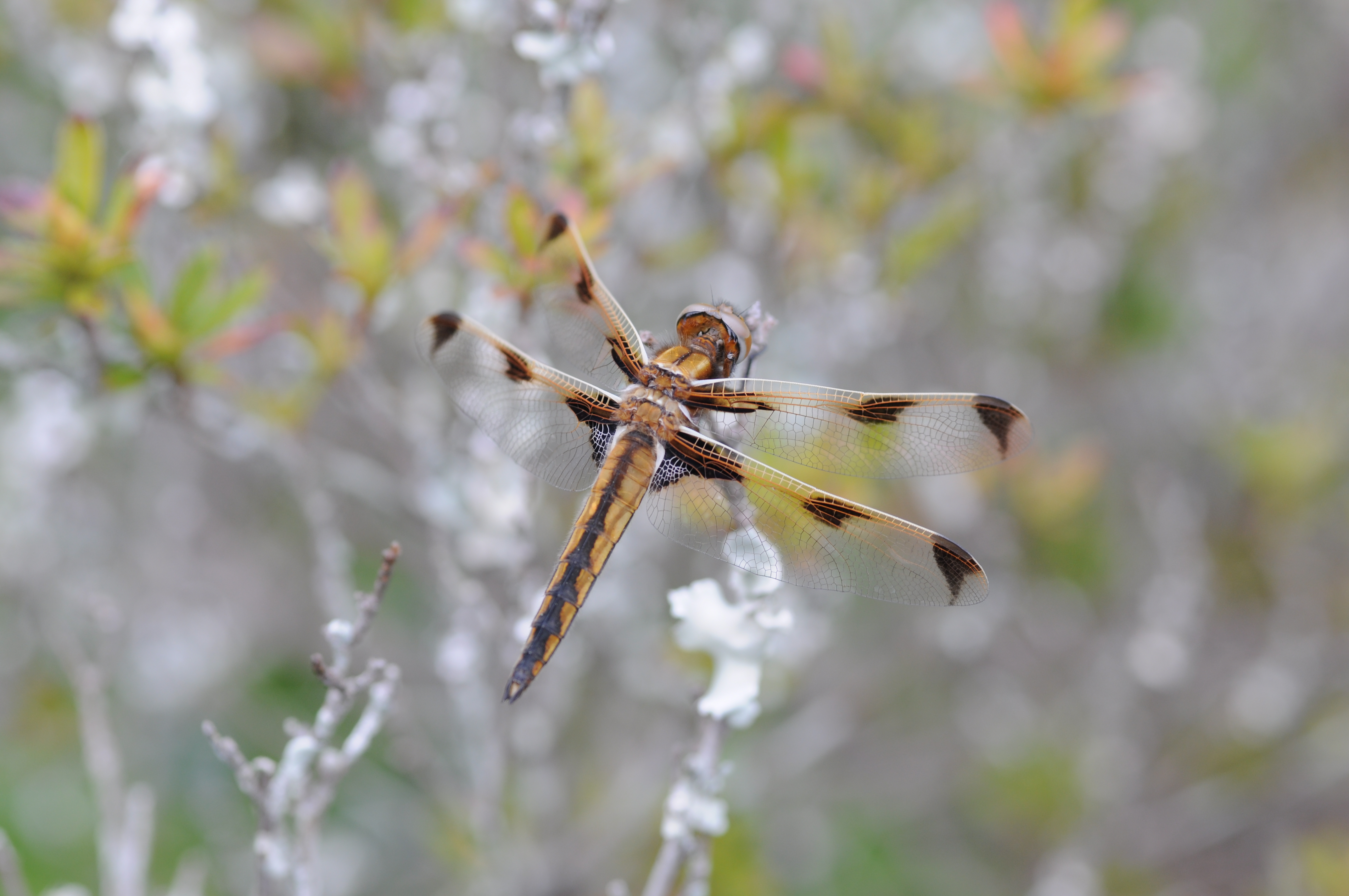
Libellula angelina
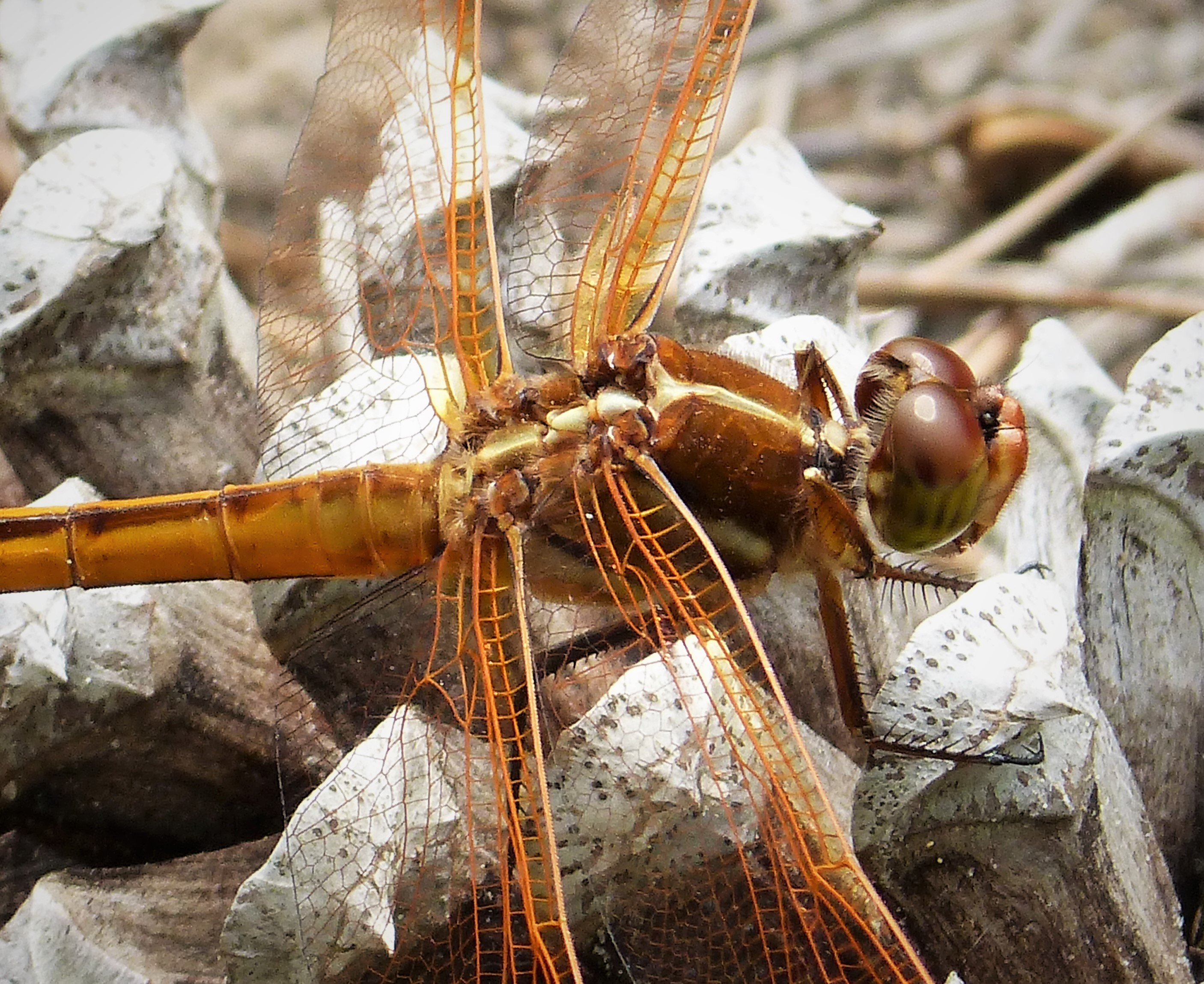
Libellula auripennis
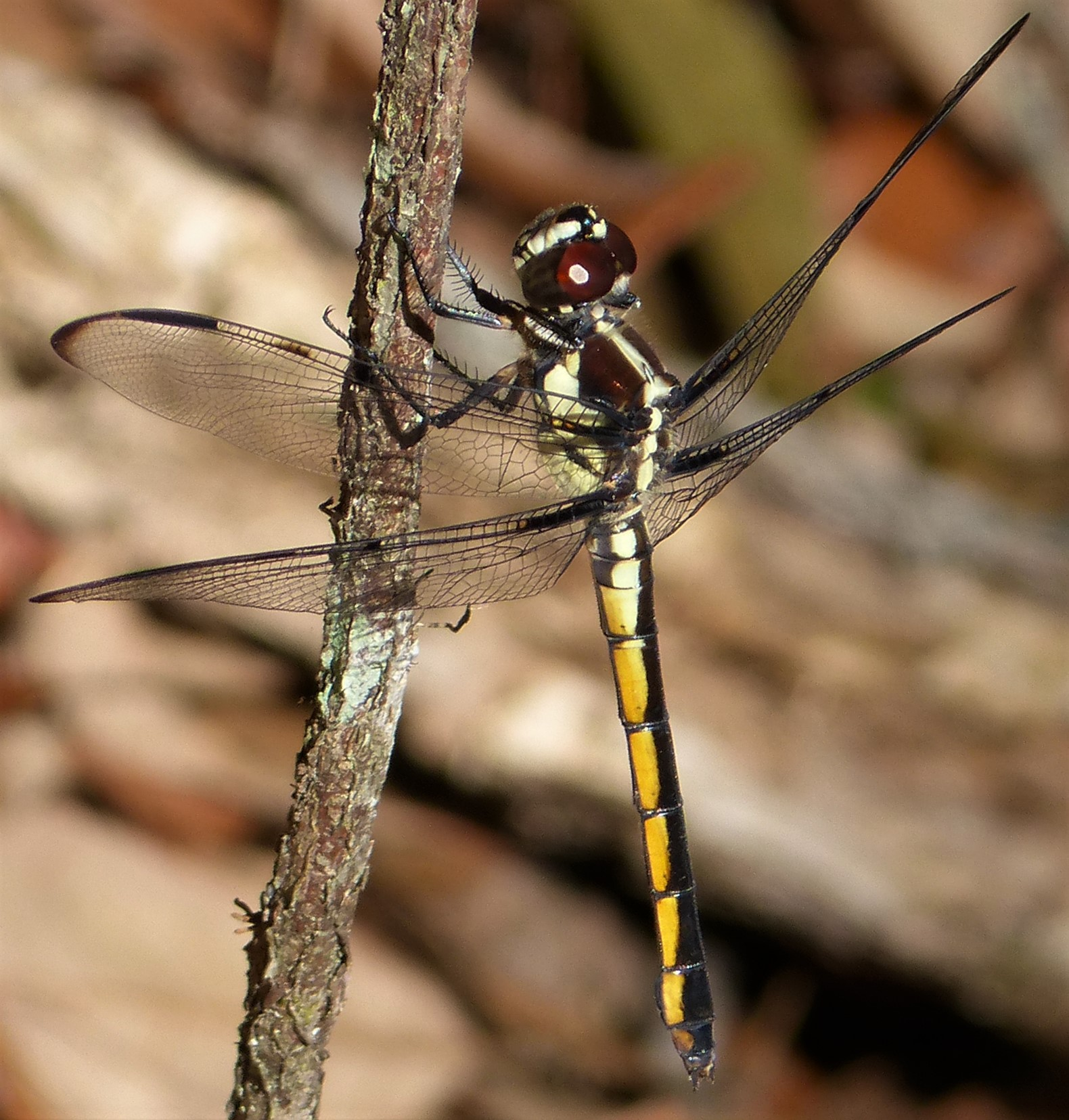
Libellula axilena
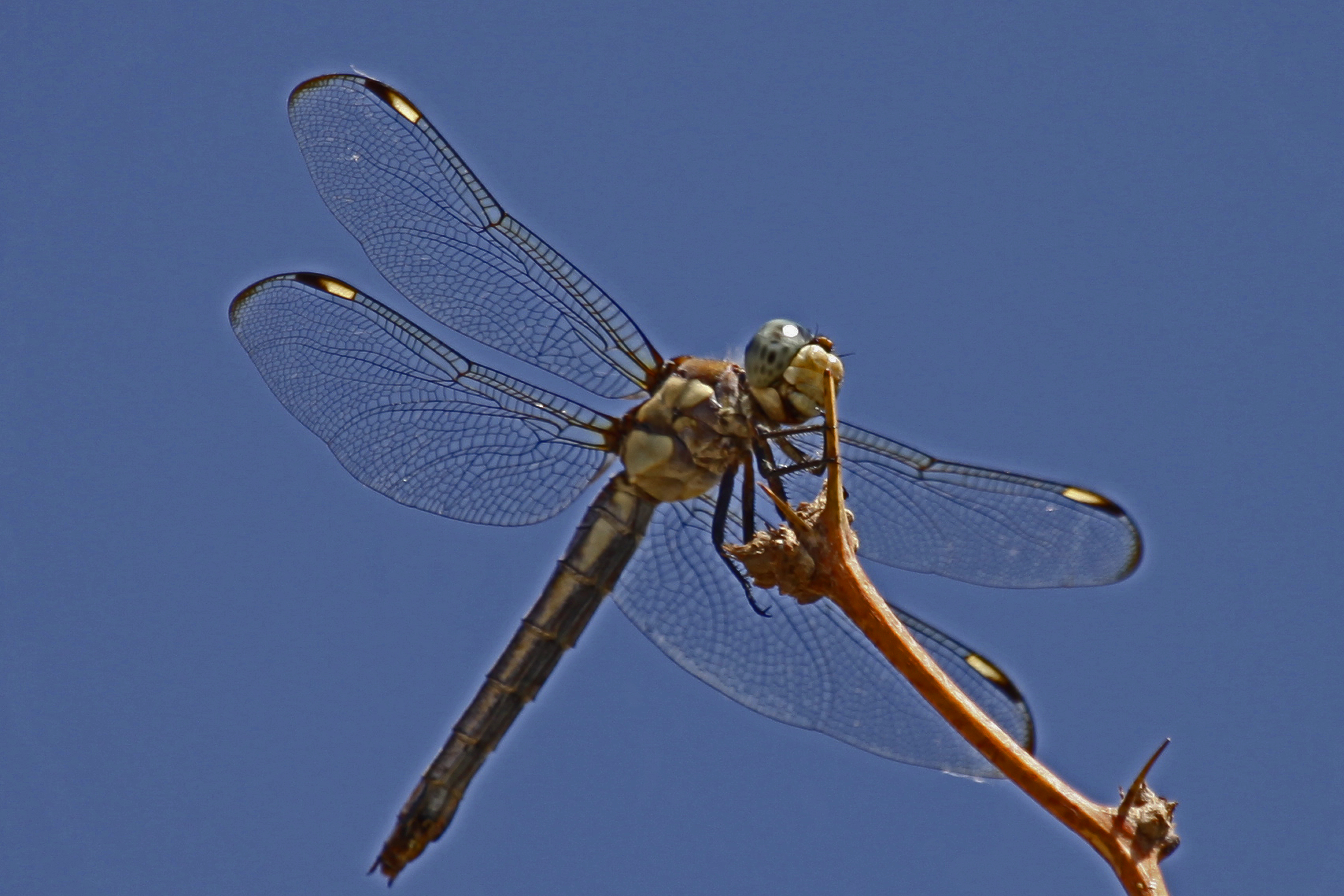
Libellula comanche
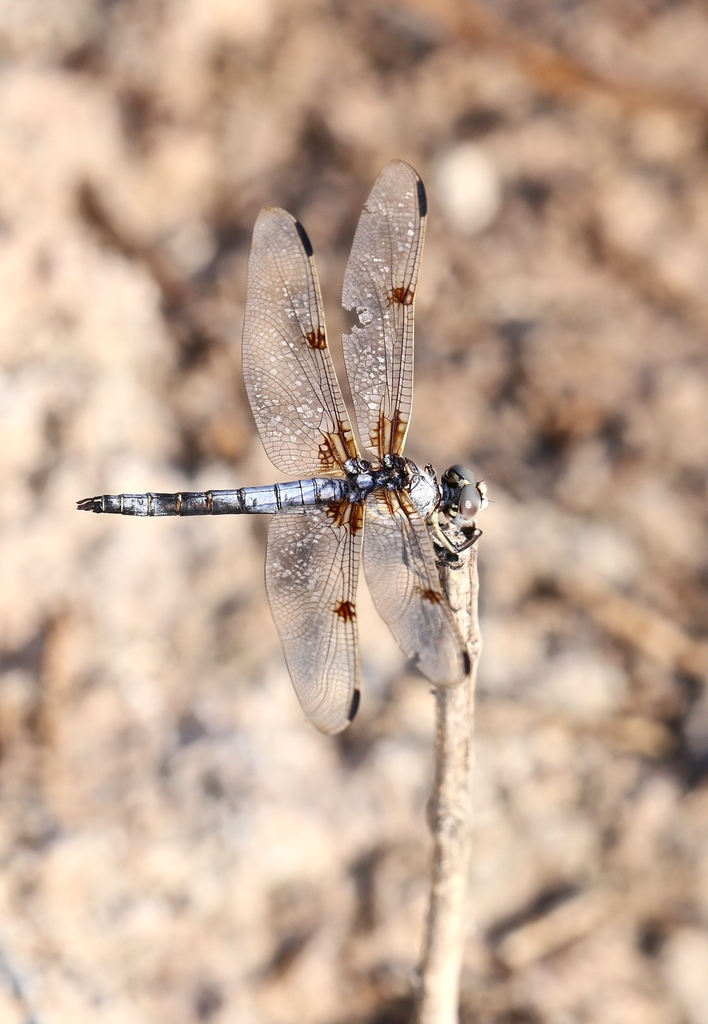
Libellula composita
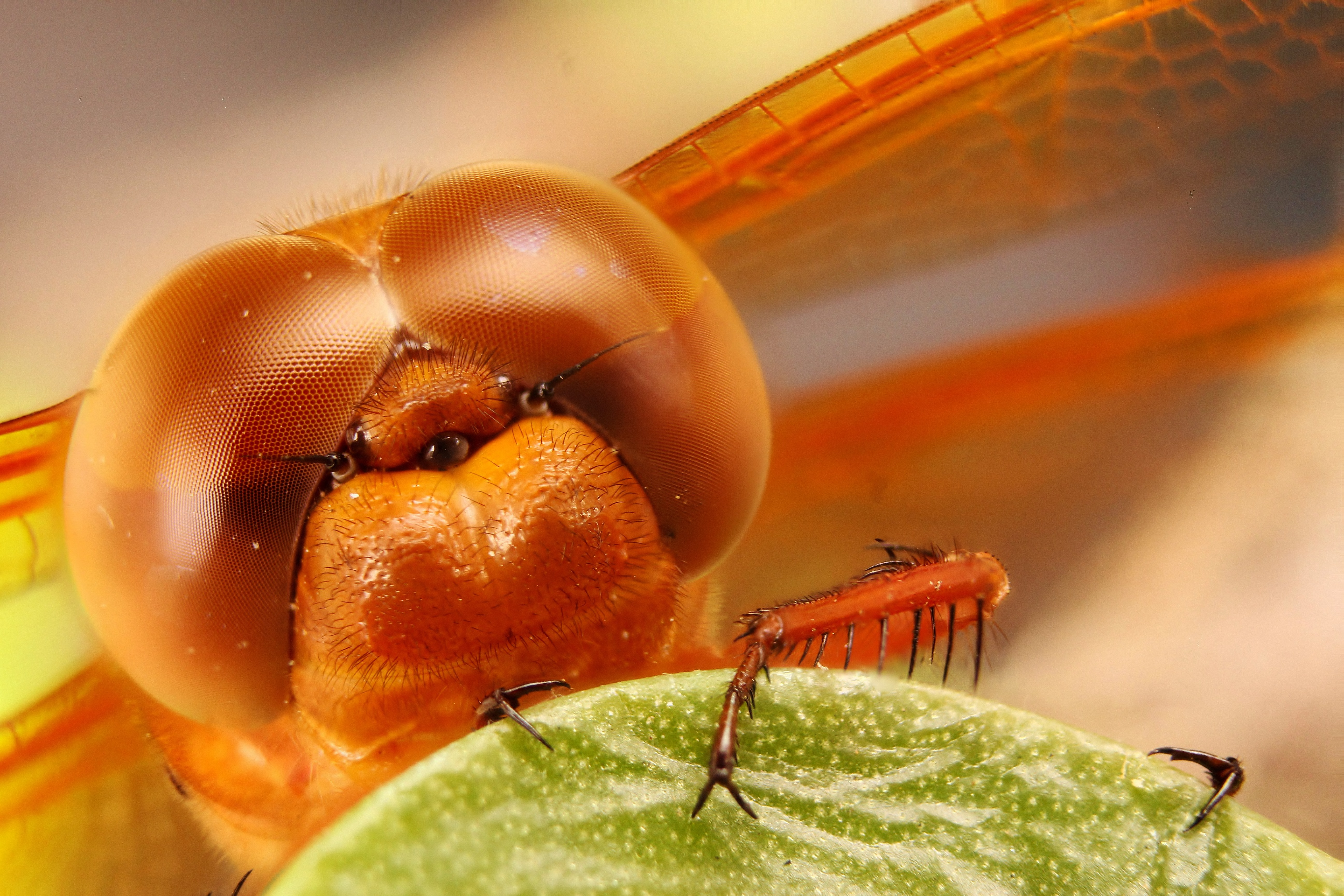
Libellula croceipennis
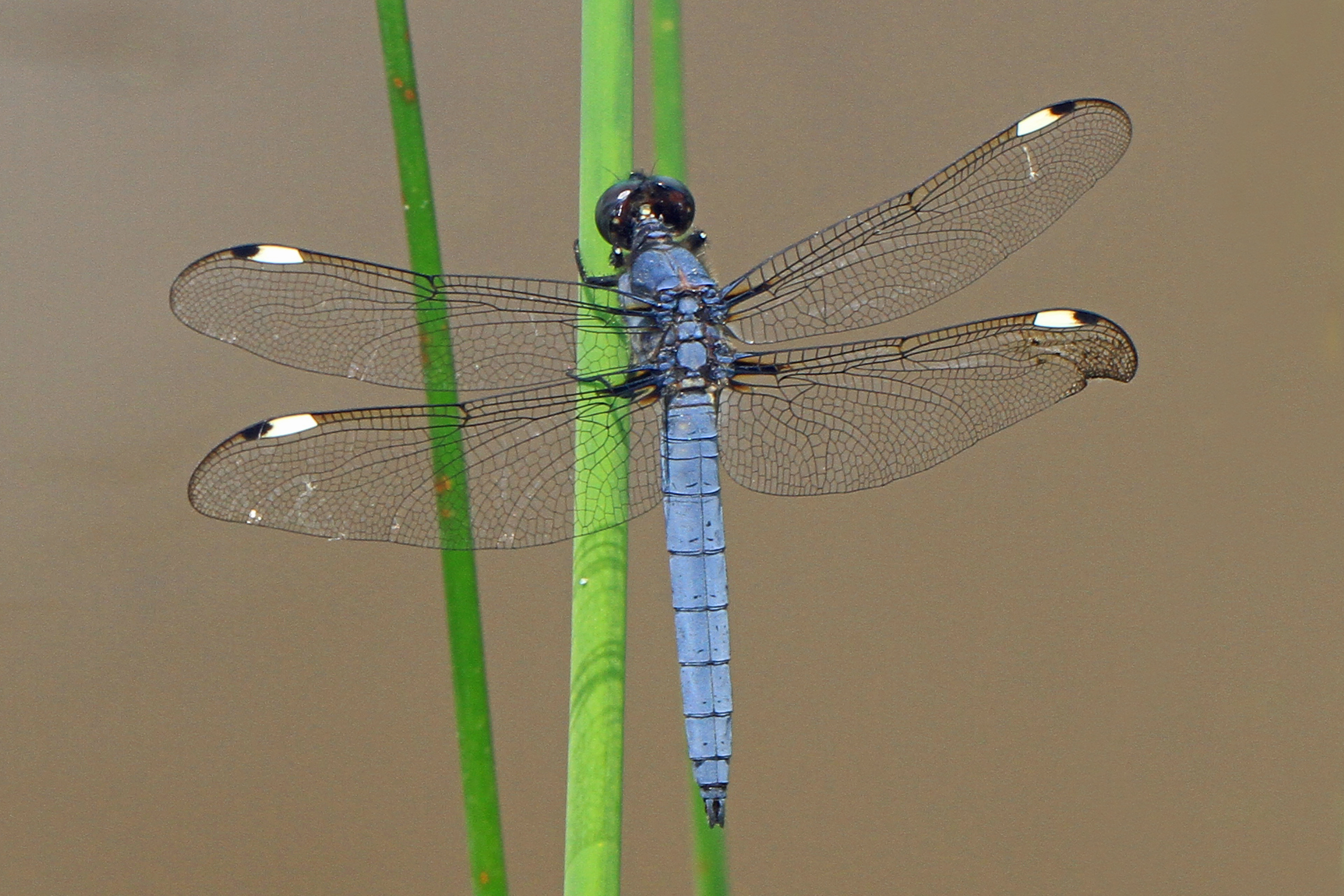
Libellula cyanea
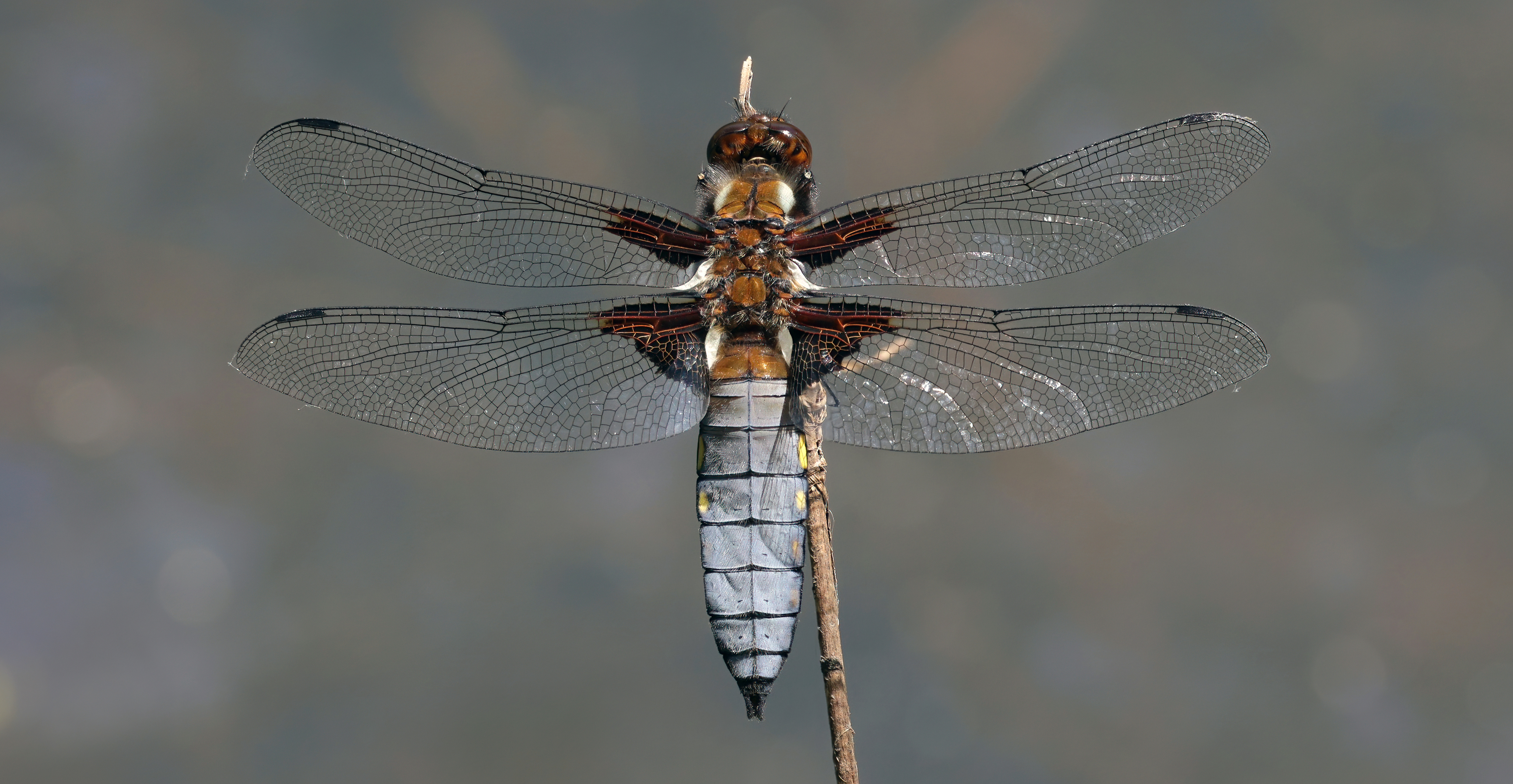
Libellula panciapiatta (Libellula depressa)
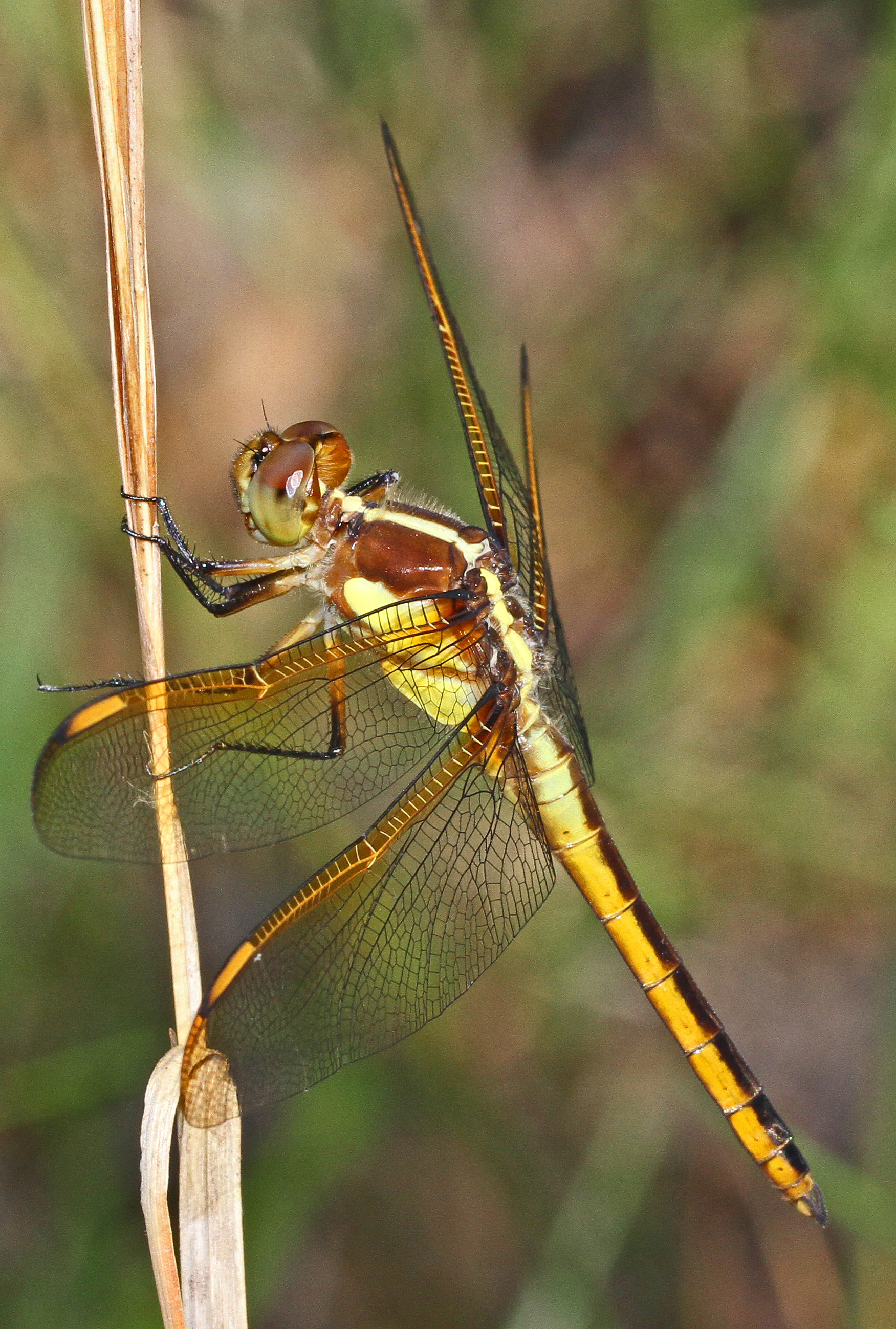
Libellula flavida
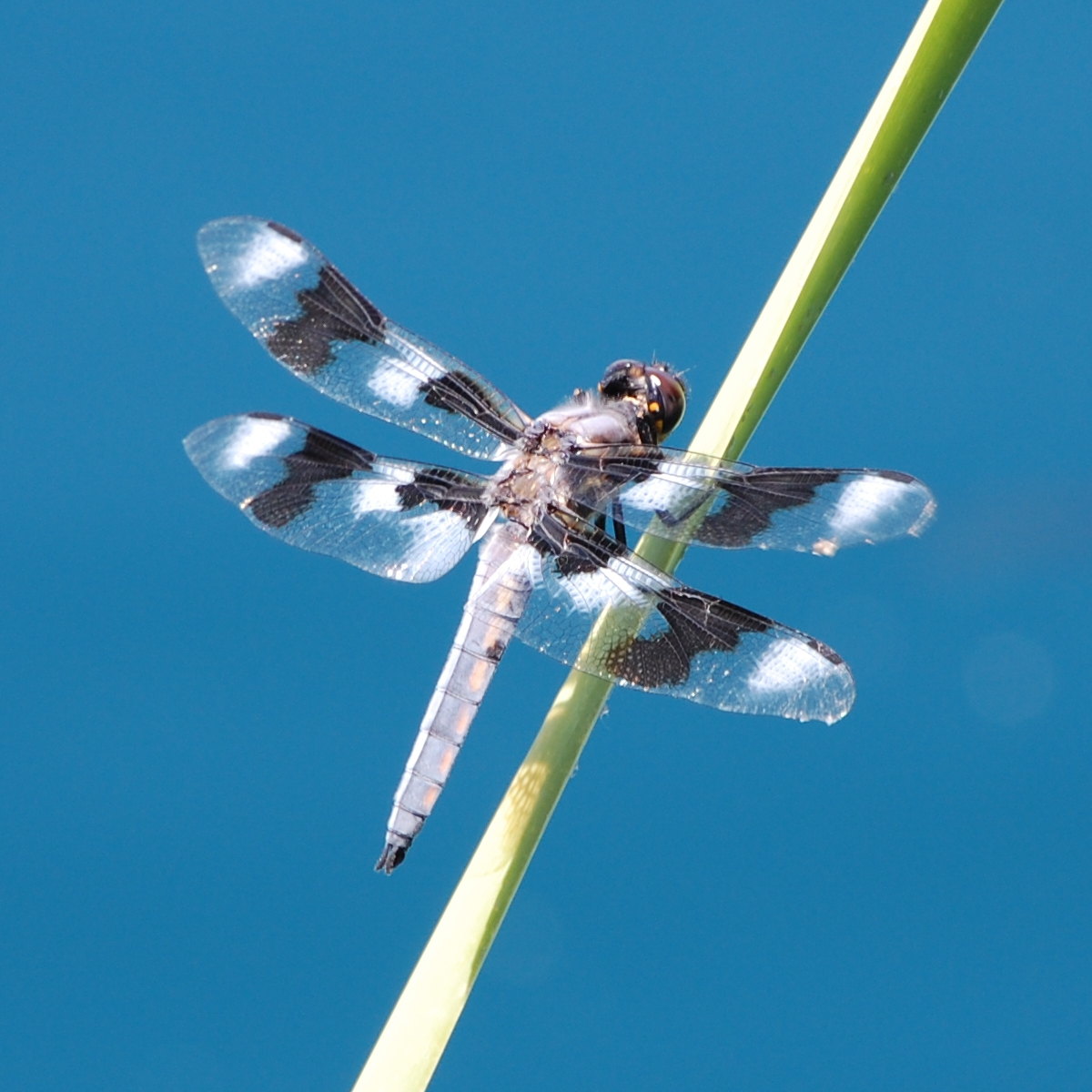
Libellula forensis
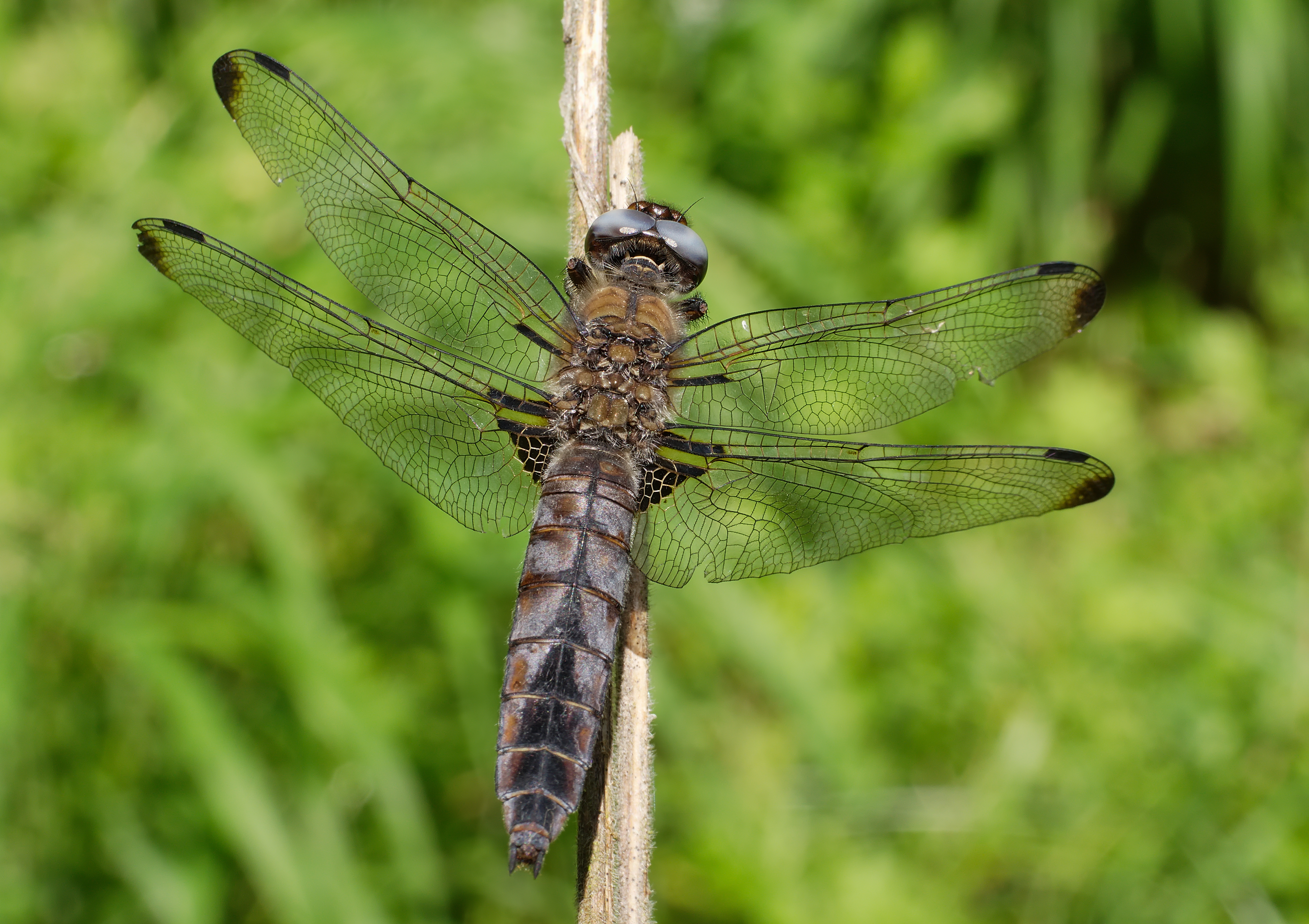
Libellula fulva
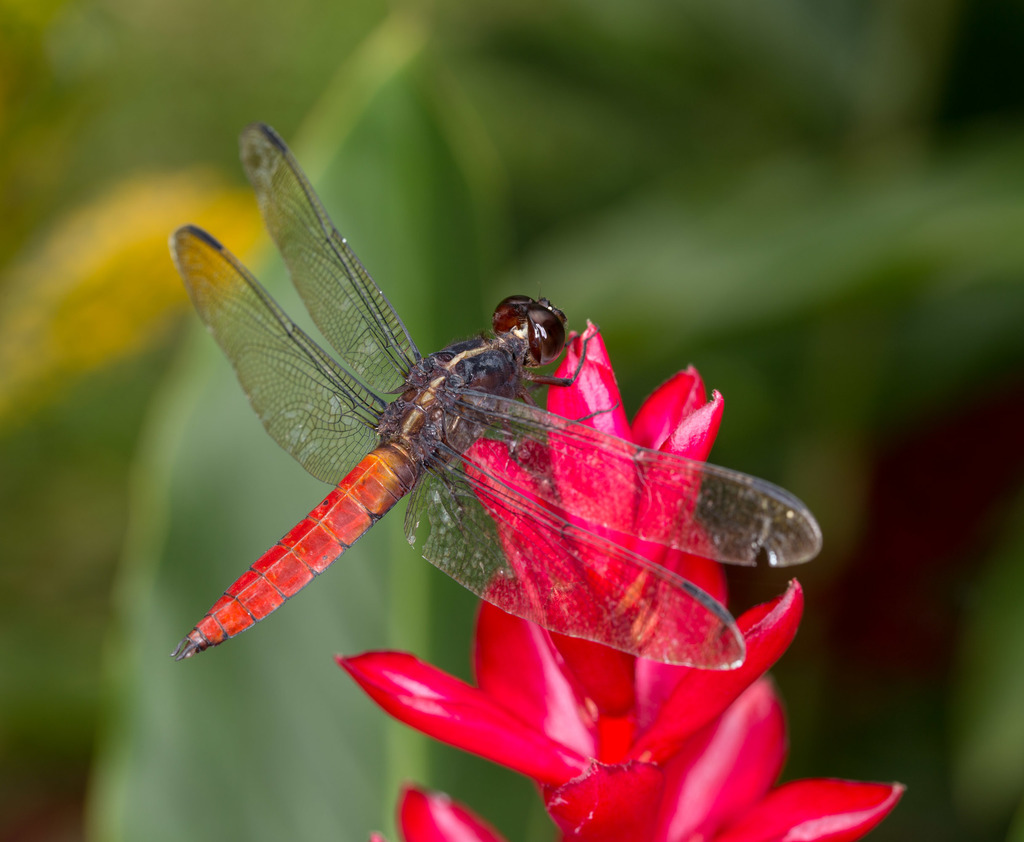
Libellula herculea
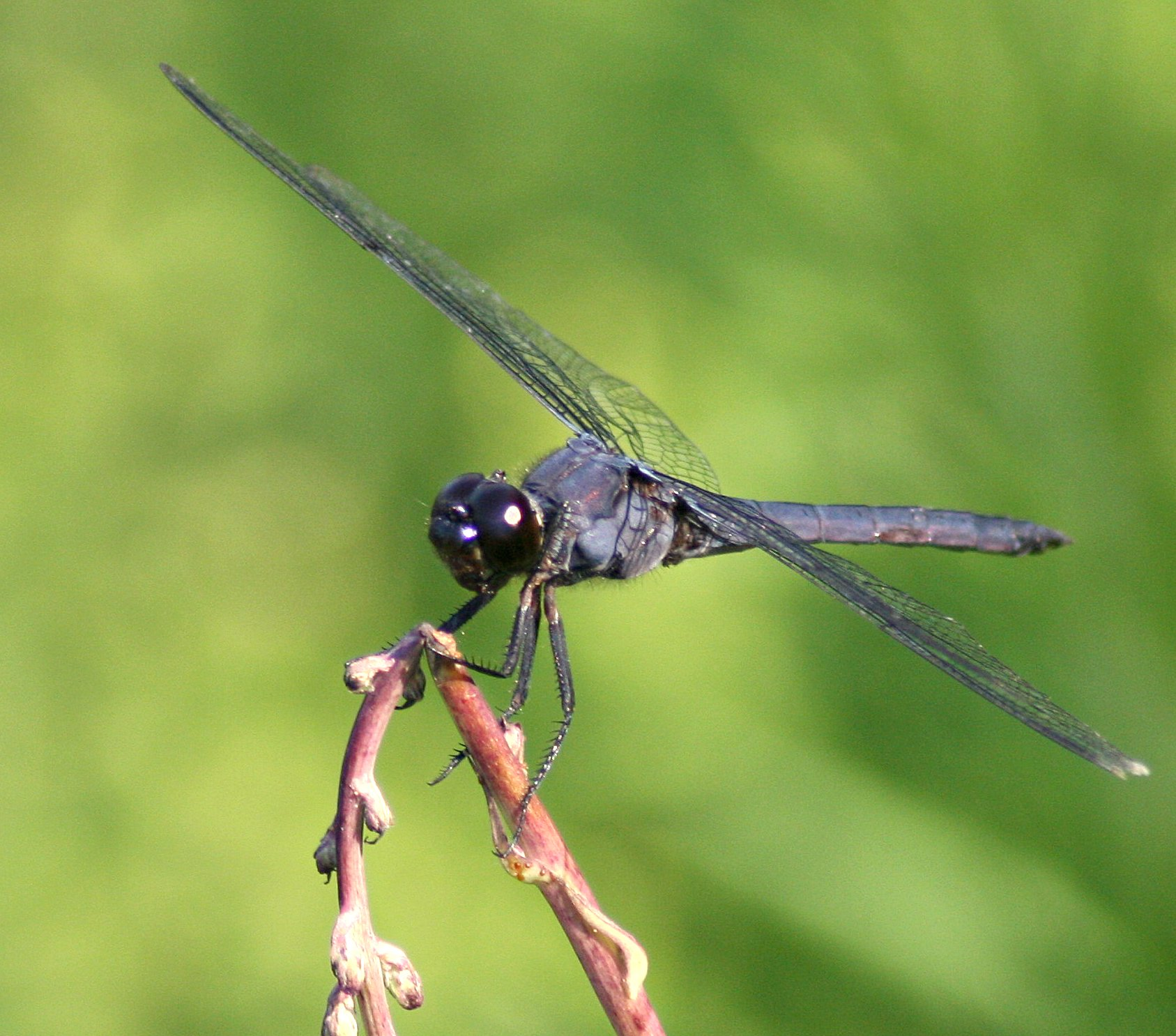
Libellula incesta
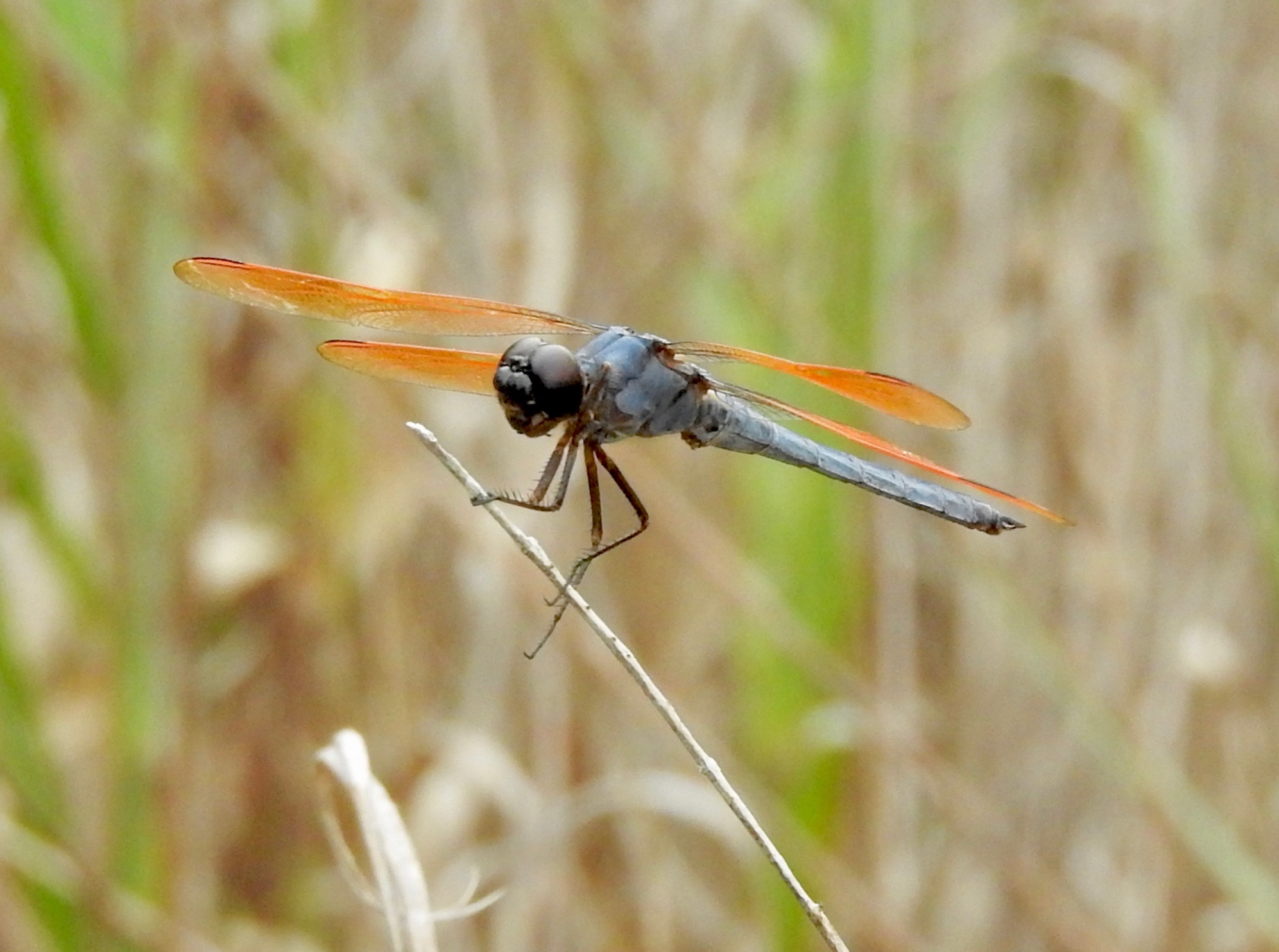
Libellula jesseana
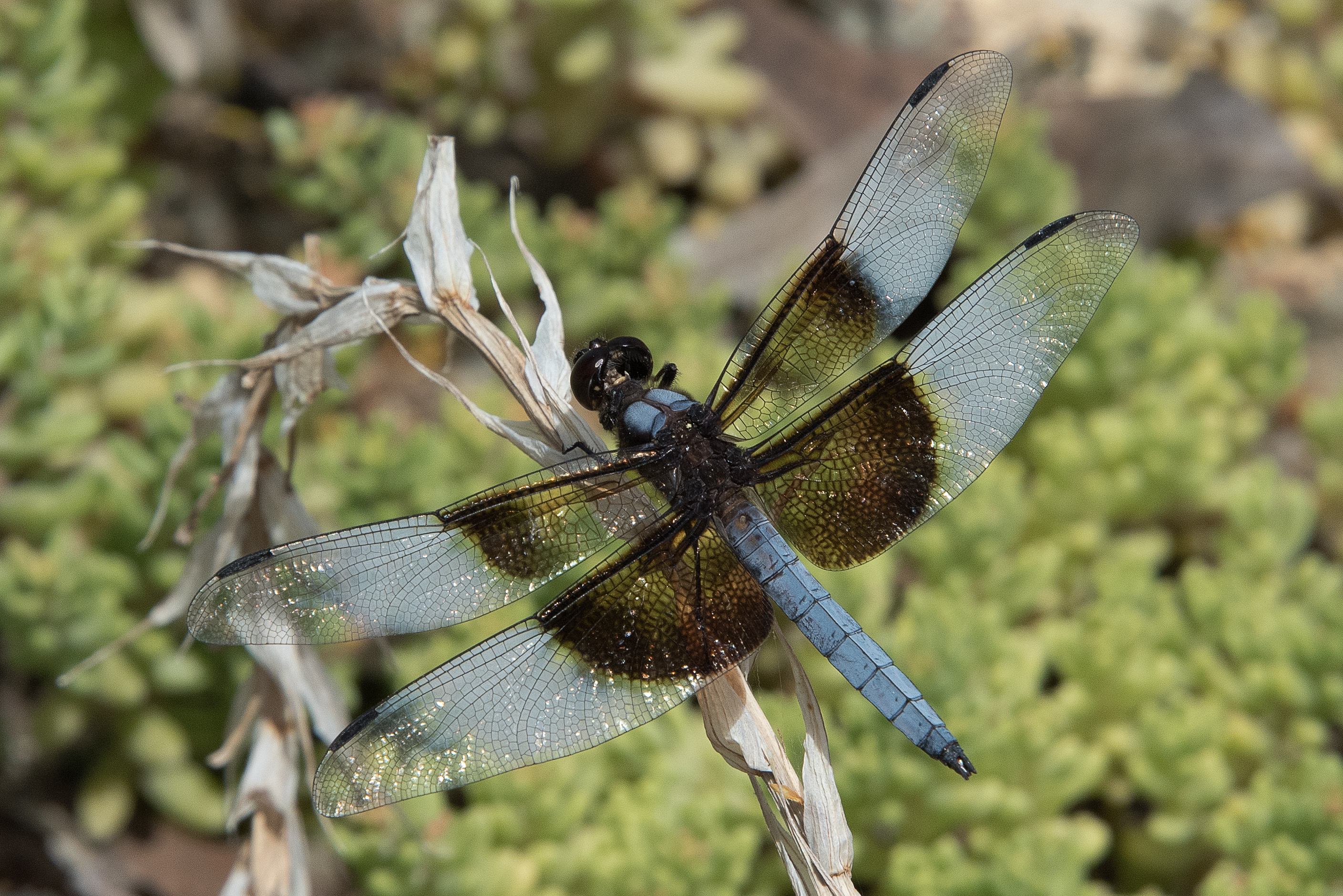
Libellula luctuosa
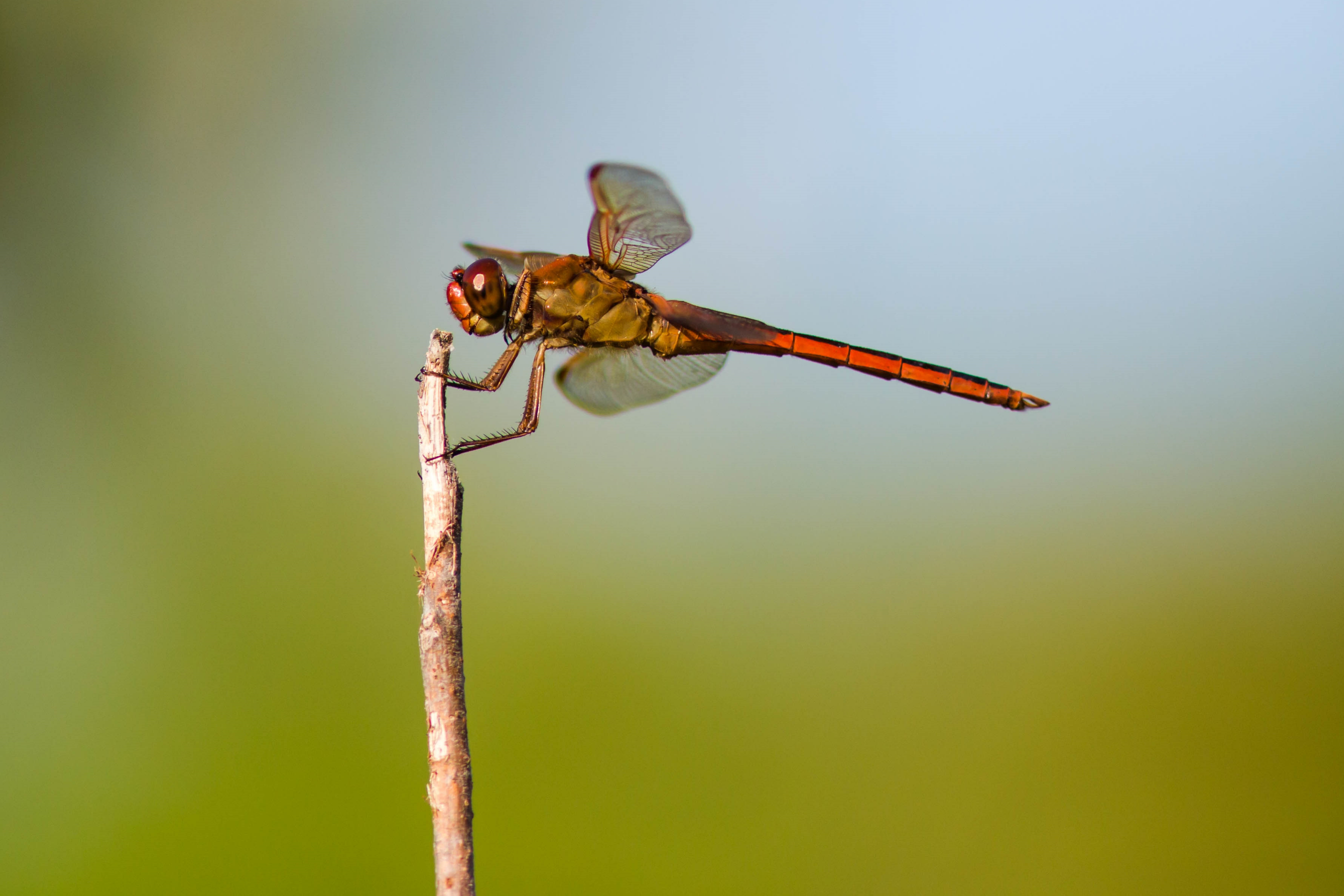
Libellula needhami
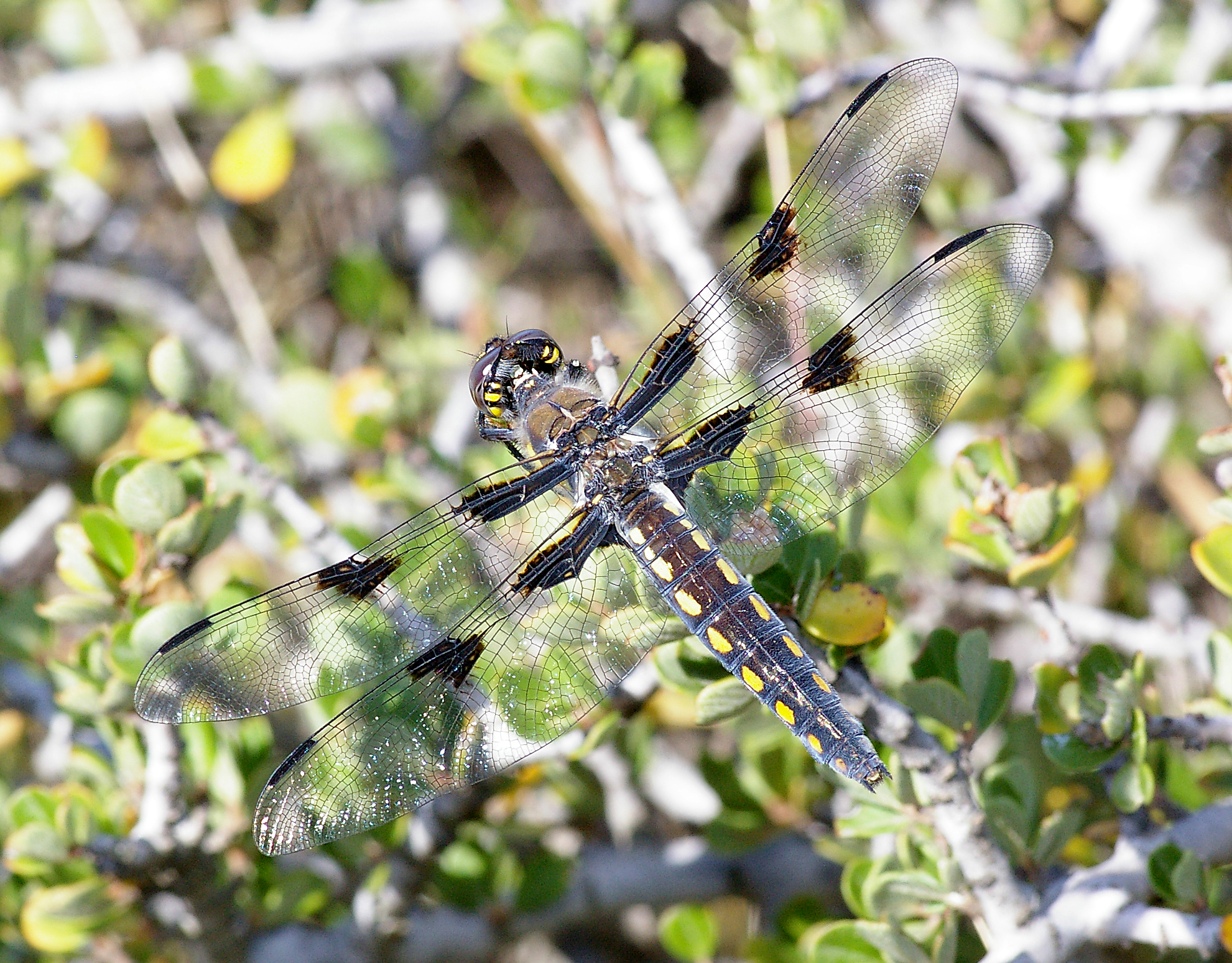
Libellula nodisticta
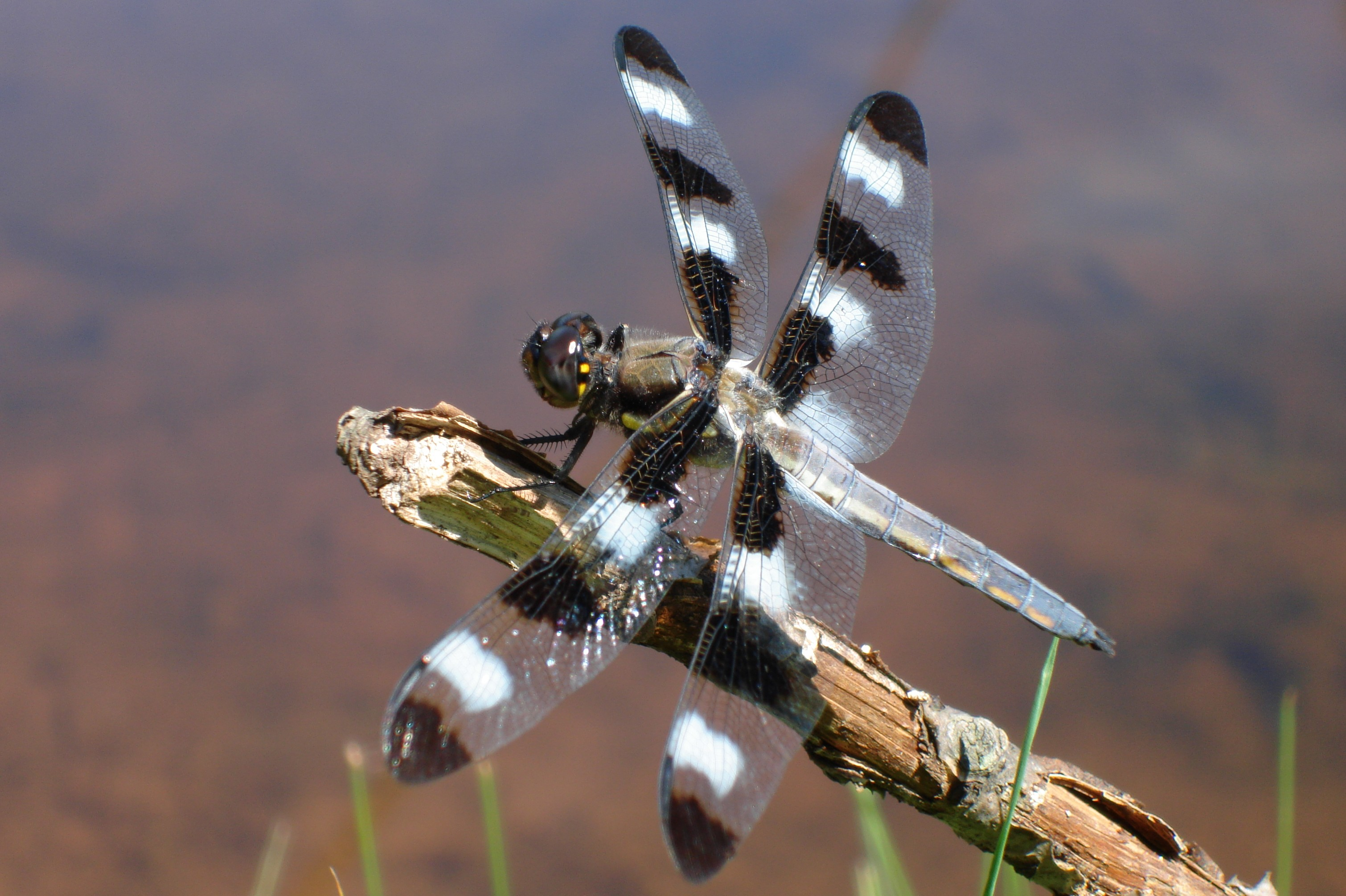
Libellula pulchella
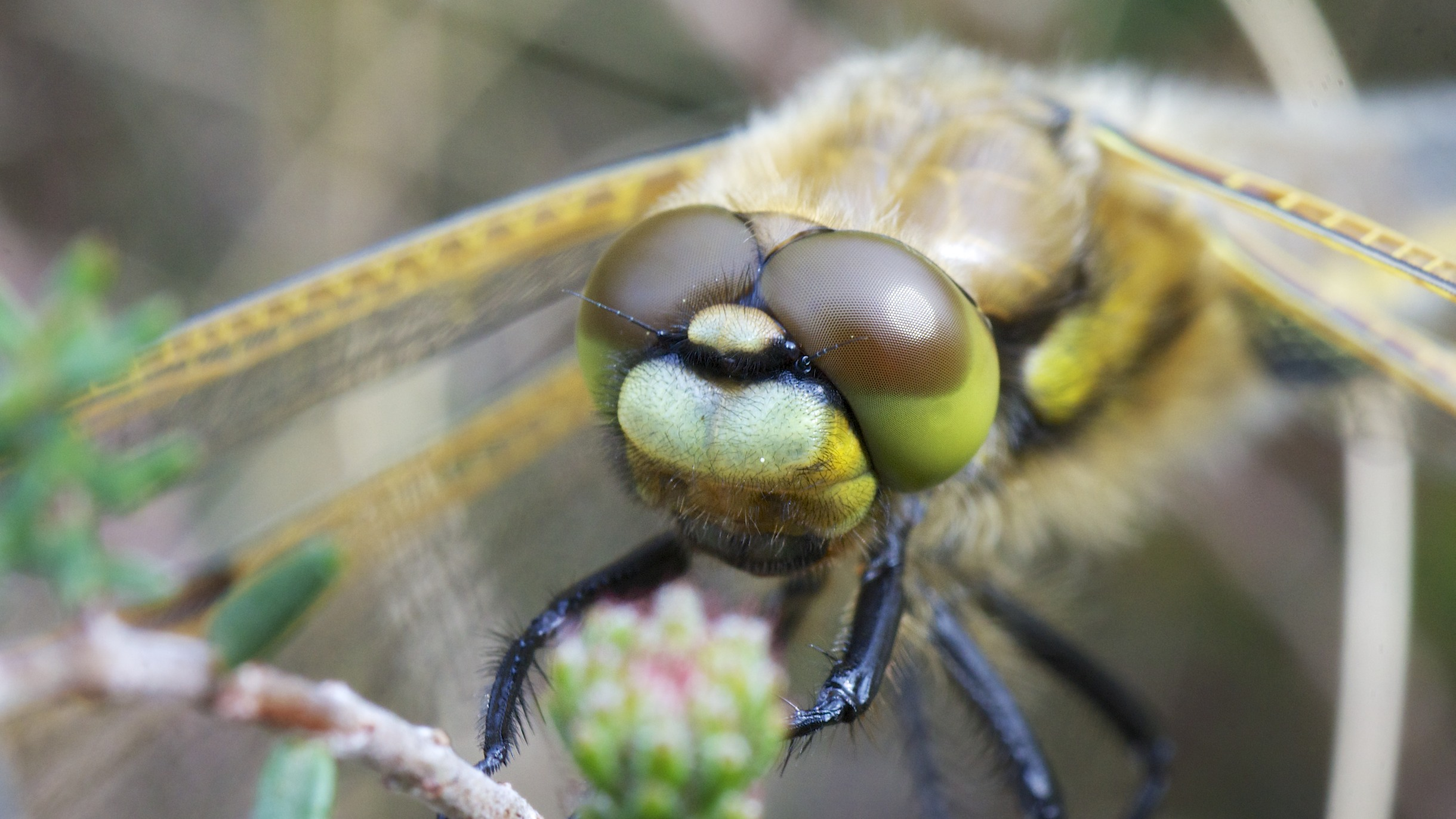
Libellula dalle quattro macchie (Libellula quadrimaculata)
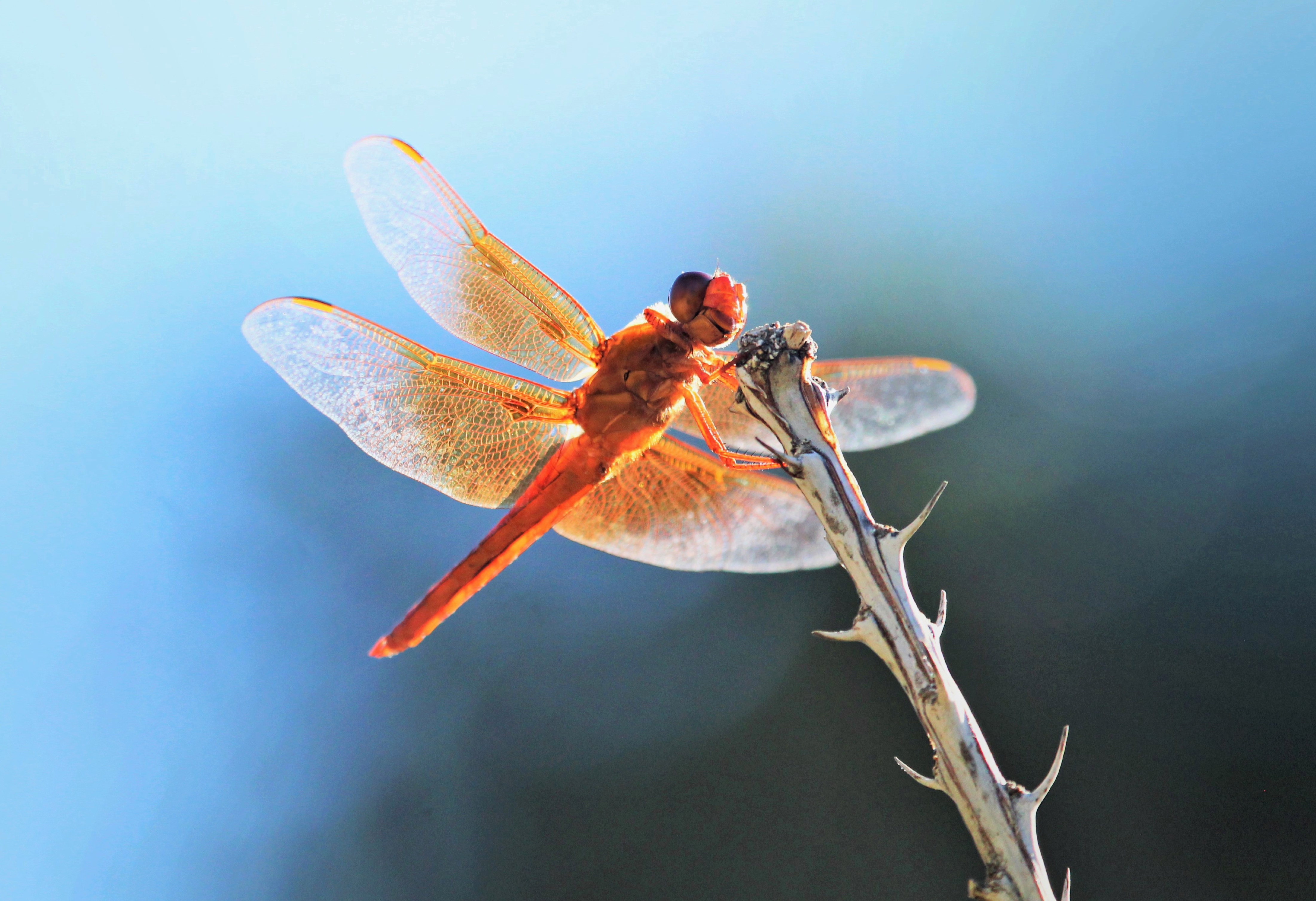
Libellula saturata
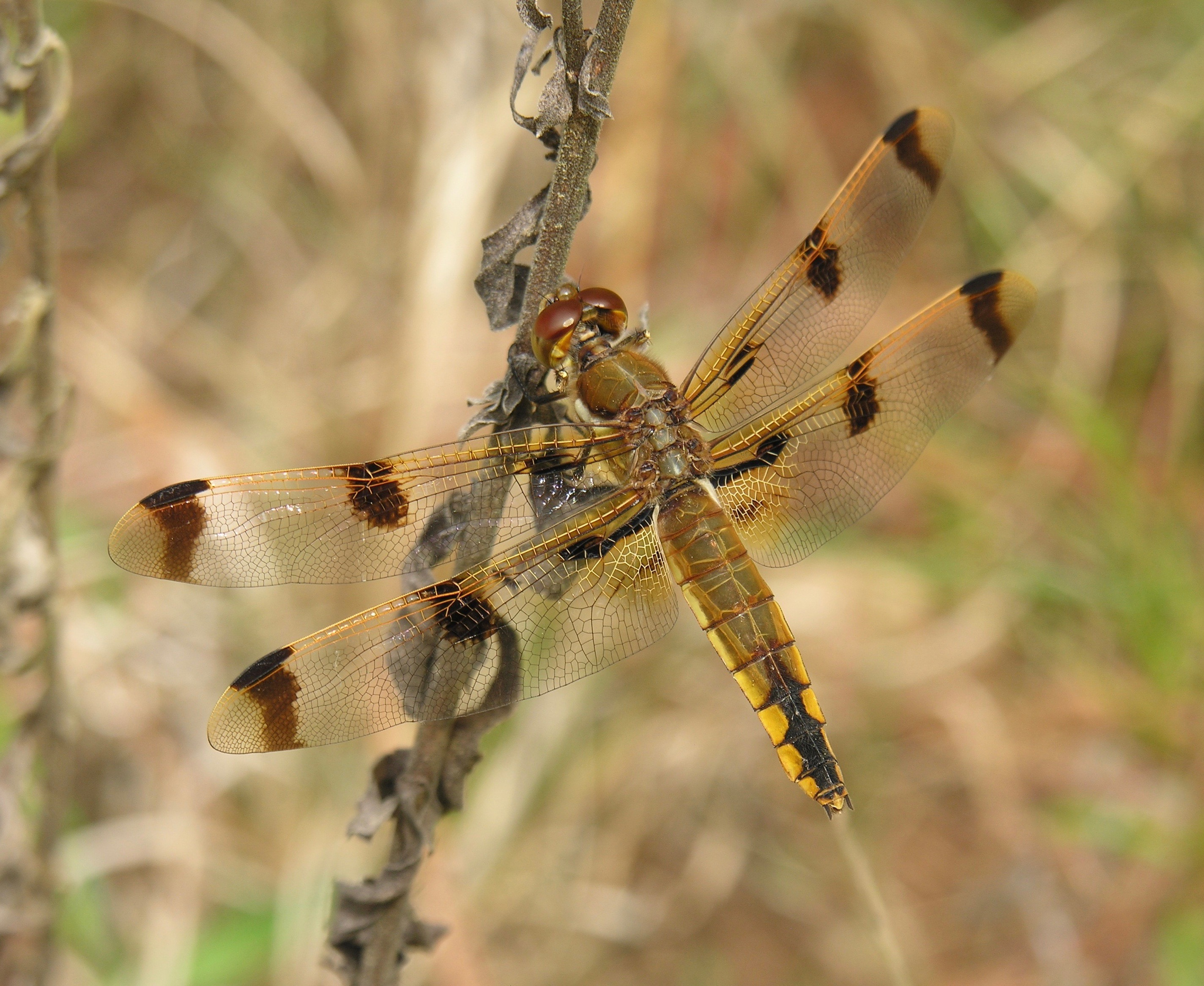
Libellula semifasciata
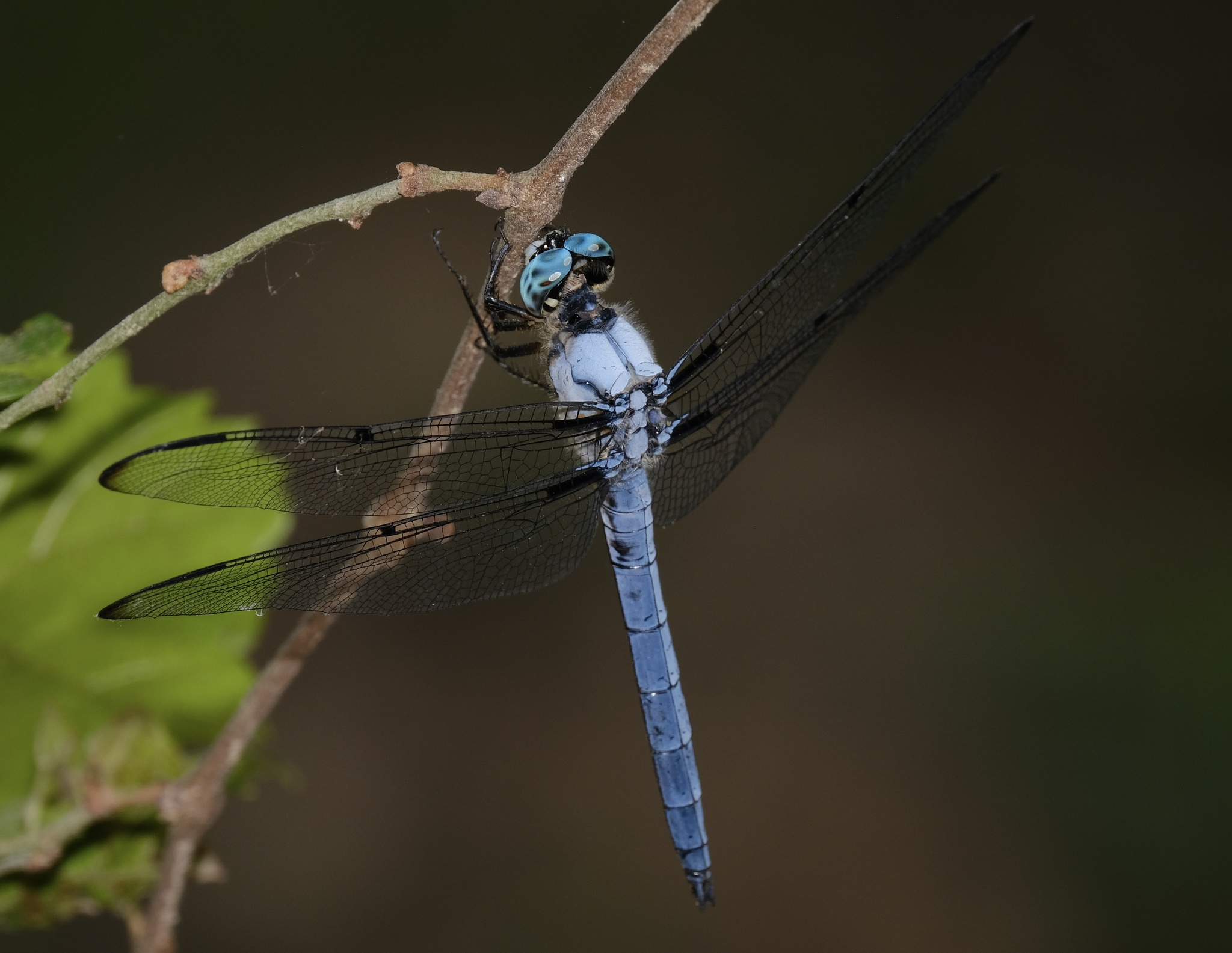
Libellula vibrans